# Jong Ajax
El Jong Ajax, conocido como Ajax II o Ajax 2, es un equipo de fútbol de los Países Bajos que juega en la Eerste Divisie, la segunda liga de fútbol más importante del país.Es el equipo reserva del AFC Ajax, compuesto principalmente por jugadores profesionales recién graduados de la academia del Ajax, firmando su primer contrato con el equipo reserva o para que sean disponibles para el primer equipo.

## Historia
En 1992 el Jong Ajax comenzó jugando en la Beloften Eredivisie, liga entonces compuesta por otros equipos reserva, la cual ganaron en 8 ocasiones, así como tres veces en la KNVB Reserve Cup, siendo el equipo B más exitoso de los Países Bajos. Al ganar la Beloften Eredivisie fueron elegidos para jugar en la Copa KNVB, donde han sido semifinalistas en 3 ocasiones, destacando la edición de 2000/01 bajo el mando de Jan Olde Riekerink en la que fueron eliminados por el FC Utrecht en penales, lo que privó de una final entre el Jong Ajax y su padre AFC Ajax.
En la temporada 2013/14 se marcó el debut de los equipos reserva en la categoría Eerste Divisie debido a que las ligas de equipos reserva no están incluidas en la estructura del fútbol profesional en los Países Bajos o en las divisiones amateur; aunque sus jugadores pueden formar parte del equipo reserva y del primer equipo en el transcurso de la temporada.
El equipo no puede ser elegible para jugar en la Eredivisie o participar en la Copa KNVB, aunque el Jong Ajax no es el único equipo reserva en la Eerste Divisie, ya que también juegan el Jong PSV y el Jong Twente, los cuales tomaron el lugar de VV Katwijk, BV Veendam y AGOVV Apeldoorn, subiendo la cantidad de equipos de 16 a 18.
La escuela de fútbol del AFC Ajax es famosa por producir jugadores que han formado parte de la selección dePaíses Bajos  como Sjaak Swart, Johan Cruijff, Frank Rijkaard, Dennis Bergkamp, Frank y Ronald de Boer, Edgar Davids, Clarence Seedorf, Patrick Kluivert, Rafael van der Vaart, Wesley Sneijder, John Heitinga, Nigel de Jong, Maarten Stekelenburg y Gregory van der Wiel.

## Palmarés
- Beloften Eredivisie (8): 1994, 1996, 1998, 2001, 2002, 2004, 2005, 2009
- KNVB Reserve Cup (3): 2003, 2004, 2012
- KNVB Amateur Cup (1): 1984
- KNVB District Cup (3): 1984, 1987, 1993
- HKFC International Soccer Sevens (1): 2010
- Den Helder Maritime Tournament (2): 1996, 2010